# Wólka Zaleska (Zaleszany)
Wólka Zaleska – przysiółek wsi Zaleszany w Polsce położony w województwie podkarpackim, w powiecie stalowowolskim, w gminie Zaleszany.
W latach 1975–1998 przysiółek administracyjnie należał do województwa tarnobrzeskiego.